# 恰普克 (亞利桑那州)
恰普克（英語：Chiapuk）是位於美國亞利桑那州皮納爾縣的一個非建制地區。該地的面積和人口皆未知。

## 地理
恰普克的座標為32°32′09″N 112°08′06″W / 32.53583°N 112.13500°W，而該地的平均海拔高度為582米（即1909英尺）。